# MDMAR
MDMAR（3',4'-Methylenedioxy-4-methylaminorex，3',4'-亚甲二氧基-4-甲基阿米雷司）是一种含氮有机化合物，化学式C11H12N2O3，属于阿米雷司衍生物。